# Кобіцистат
Кобіцистат (англ. Cobicistat) — синтетичний противірусний препарат, який застосовується у комбінації з іншими антиретровірусними препаратами як фармакологічний бустер. Кобіцистат розроблений у лабораторії компанії «Gilead Sciences», після проведених клінічних досліджень, у яких встановлено, що він є інгібітором CYP3A4 та аналогом ритонавіру, препарат схвалений для клінічного застосування з 2014 року.

## Фармакологічні властивості
Кобіцистат — синтетичний противірусний препарат. Механізм дії препарату полягає в інгібуванні цитохром P-450-опосередкованого метаболізму, що сприяє сповільненню метаболізму інших лікарських препаратів, які метаболізуються через ферментну систему цитохрому P-450, зокрема антиретровірусного препарату елвітегравіру. Унаслідок застосування кобіцистату сповільнюється метаболізм елвітегравіру, що призводить до подовження його періоду напіввиведення з організму та збільшення його біодоступності. Кобіцистат застосовується, переважно у складі комбінованих препаратів, рідше як окремий препарат сумісно із застосуванням інших антиретровірусних препаратів, у лікуванні ВІЛ-інфекції, проте самостійної противірусної активності не має. На відміну від ритонавіру, іншого фармакологічного бустера для антиретровірусних препаратів, при застосуванні кобіцистату не спостерігається підвищення рівня холестерину, та не спостерігається розвиток дисліпідемії, а й навпаки знижується кількість холестерину в крові та нормалізується співвідношення ліпідних фракцій у крові.

### Фармакокінетика
Кобіцистат при прийомі всередину відносно повільно всмоктується, максимальна концентрація в крові досягається протягом 3 годин після прийому препарату. Біодоступність кобіцистату не встановлена. Препарат майже повністю (на 97—98 %) зв'язується з білками плазми крові. Кобіцистат проникає через плацентарний бар'єр, даних за проникнення в грудне молоко людини немає. Метаболізується препарат у печінці. Виводиться кобіцистат із організму переважно з калом (80 %), незначна частина препарату виводиться з сечею. Період напіввиведення кобіцистату становить 3,5 години.

## Покази до застосування
Кобіцистат застосовують для лікування ВІЛ-інфекції, спричиненої вірусом ВІЛ-1, у дорослих та дітей старших 6 років, у складі комбінованої терапії з елвітегравіром, емтрицитабіном, тенофовіру алафенамідом, атазанавіром або дарунавіром.

## Побічна дія
При застосуванні кобіцистату в комбінації з атазанавіром найчастішими побічними ефектами є жовтяниця і шкірний висип. При застосуванні кобіцистату в комбінації з елвітегравіром, емтрицитабіном та тенофовіру алафенаміду найчастішими побічними явищами є головний біль, запаморочення, порушення сну, нудота, блювання, діарея, біль у животі, метеоризм, шкірний висип.

## Протипоказання
Кобіцистат протипоказаний при підвищеній чутливості до препарату. Не рекомандований сумісний прийом кобіцистату з іншими лікарськими препаратами, які метаболізуються під впливом CYP3A, зокрема альфузозином, ритонавіром, астемізолом, цизапридом, терфенадином, мідазоламом, пімозидом, бепридилом, аміодароном, алкалоїдами ріжків, пропафеноном, рифампіцином, симвастатином, ловастатином, індинавіром, нелфінавіром, силденафілом, препаратами звіробою. Препарат не рекомендований для застосування при вагітності та годуванні грудьми.

## Форми випуску
Кобіцистат випускається у вигляді таблеток по 0,15 г. Кобіцистат також випускається у вигляді комбінованого препарату з елвітегравіром, емтрицитабіном та тенофовіру алафенамідом.

## Експериментальне застосування в лікуванні коронавірусної хвороби 2019
Комбінація дарунавіра з кобіцистатом включались до експериментальних схем лікування коронавірусної хвороби в Китаї, проте натепер немає кінцевих даних про ефективність їх застосування.